# Буєрак-Поповський
Буєрак-Поповський (рос. Буерак-Поповский) — хутір у Серафимовицькому районі Волгоградської області Російської Федерації.
Населення становить 499 осіб. Входить до складу муніципального утворення Буєрак-Поповське сільське поселення.

## Історія
Хутір розташований у межах українського історичного та культурного регіону Жовтий Клин.
Згідно із законом від 24 грудня 2004 року № 979-ОД органом місцевого самоврядування є Буєрак-Поповське сільське поселення.

## Населення
| 2010 |
| ---- |
| 499  |